# Campeonato Mundial de Ciclismo BMX

El Campeonato Mundial de Ciclismo BMX es la competición de Ciclismo BMX más importante a nivel internacional. Es organizado anualmente desde 1996 por la Unión Ciclista Internacional (UCI). Anteriormente se realizaban campeonatos mundiales pero no bajo la dirección de la UCI.

## Pruebas
- Carreras masculina y femenina – desde 1996
- Cruiser masculino y femenino – de 1996 a 2010 (prueba discontinuada)
- Contrarreloj masculina y femenina – de 2011 a 2016 (prueba discontinuada)

## Ediciones
| Núm.   | Año  | Sede                | País           |
| ------ | ---- | ------------------- | -------------- |
| I      | 1996 | Brighton            | Reino Unido    |
| II     | 1997 | Saskatoon           | Canadá         |
| III    | 1998 | Melbourne           | Australia      |
| IV     | 1999 | Vallet              | Francia        |
| V      | 2000 | Córdoba             | Argentina      |
| VI     | 2001 | Louisville          | Estados Unidos |
| VII    | 2002 | Paulínia            | Brasil         |
| VIII   | 2003 | Perth               | Australia      |
| IX     | 2004 | Valkenswaard        | Países Bajos   |
| X      | 2005 | París               | Francia        |
| XI     | 2006 | São Paulo           | Brasil         |
| XII    | 2007 | Victoria            | Canadá         |
| XIII   | 2008 | Taiyuan             | China          |
| XIV    | 2009 | Adelaida            | Australia      |
| XV     | 2010 | Pietermaritzburg    | Sudáfrica      |
| XVI    | 2011 | Copenhague          | Dinamarca      |
| XVII   | 2012 | Birmingham          | Reino Unido    |
| XVIII  | 2013 | Auckland            | Nueva Zelanda  |
| XIX    | 2014 | Róterdam            | Países Bajos   |
| XX     | 2015 | Zolder              | Bélgica        |
| XXI    | 2016 | Medellín            | Colombia       |
| XXII   | 2017 | Rock Hill           | Estados Unidos |
| XXIII  | 2018 | Bakú                | Azerbaiyán     |
| XXIV   | 2019 | Heusden-Zolder      | Bélgica        |
| XXV    | 2020 | Houston (cancelado) | Estados Unidos |
| XXVI   | 2021 | Papendal            | Países Bajos   |
| XXVII  | 2022 | Nantes              | Francia        |
| XXVIII | 2023 | Glasgow             | Reino Unido    |
| XXIX   | 2024 | Rock Hill           | Estados Unidos |
| XXX    | 2025 | Copenhague          | Dinamarca      |
| XXXI   | 2026 | Brisbane            | Australia      |
| XXXII  | 2027 | Alta Saboya         | Francia        |
| XXXIII | 2028 | Houston             | Estados Unidos |

## Palmarés masculino

### Carrera
| Núm.   | Año  | Sede                           | Oro                            | Plata                             | Bronce                              |
| ------ | ---- | ------------------------------ | ------------------------------ | --------------------------------- | ----------------------------------- |
| I      | 1996 | Brighton ( Reino Unido)        | Dale Holmes Reino Unido        | Randy Stumpfhauser Estados Unidos | Florent Boutte Francia              |
| II     | 1997 | Saskatoon · ( Canadá)          | John Purse Estados Unidos      | Greg Romero Estados Unidos        | Matthew Hadan Estados Unidos        |
| III    | 1998 | Melbourne ( Australia)         | Thomas Allier Francia          | Andy Contes Estados Unidos        | Dylan Clayton Reino Unido           |
| IV     | 1999 | Vallet ( Francia)              | Robert de Wilde · Países Bajos | Christophe Lévêque Francia        | Mario Andrés Soto · Colombia        |
| V      | 2000 | Córdoba ( Argentina)           | Thomas Allier Francia          | Christophe Lévêque Francia        | Dale Holmes Reino Unido             |
| VI     | 2001 | Louisville ( Estados Unidos)   | Dale Holmes Reino Unido        | Ivo Lakučs Letonia                | Randy Stumpfhauser Estados Unidos   |
| VII    | 2002 | Paulínia · ( Brasil)           | Kyle Bennett Estados Unidos    | Randy Stumpfhauser Estados Unidos | Wade Bootes Australia               |
| VIII   | 2003 | Perth ( Australia)             | Kyle Bennett Estados Unidos    | Randy Stumpfhauser Estados Unidos | Robert de Wilde · Países Bajos      |
| IX     | 2004 | Valkenswaard · ( Países Bajos) | Warwick Stevenson Australia    | Cristian Becerine Argentina       | Burlin Harris Estados Unidos        |
| X      | 2005 | París ( Francia)               | Burlin Harris Estados Unidos   | Michael Day Estados Unidos        | Robert de Wilde · Países Bajos      |
| XI     | 2006 | São Paulo · ( Brasil)          | Javier Colombo Argentina       | Randy Stumpfhauser Estados Unidos | Michael Day Estados Unidos          |
| XII    | 2007 | Victoria · ( Canadá)           | Kyle Bennett Estados Unidos    | Khalen Young Australia            | Randy Stumpfhauser Estados Unidos   |
| XIII   | 2008 | Taiyuan ( China)               | Māris Štrombergs Letonia       | Steven Cisar Estados Unidos       | Sifiso Nhlapo Sudáfrica             |
| XIV    | 2009 | Adelaida ( Australia)          | Donald Robinson Estados Unidos | Michael Day Estados Unidos        | Ramiro Marino Argentina             |
| XV     | 2010 | Pietermaritzburg ( Sudáfrica)  | Māris Štrombergs Letonia       | Sifiso Nhlapo Sudáfrica           | Joris Daudet Francia                |
| XVI    | 2011 | Copenhague ( Dinamarca)        | Joris Daudet Francia           | Māris Štrombergs Letonia          | Marc Willers Nueva Zelanda          |
| XVII   | 2012 | Birmingham ( Reino Unido)      | Sam Willoughby Australia       | Joris Daudet Francia              | Moana Moo-Caille Francia            |
| XVIII  | 2013 | Auckland ( Nueva Zelanda)      | Liam Phillips Reino Unido      | Marc Willers Nueva Zelanda        | Luis Brethauer · Alemania           |
| XIX    | 2014 | Róterdam · ( Países Bajos)     | Sam Willoughby Australia       | Tory Nyhaug · Canadá              | Tre Whyte Reino Unido               |
| XX     | 2015 | Zolder · ( Bélgica)            | Niek Kimmann · Países Bajos    | Jelle van Gorkom · Países Bajos   | David Graf · Suiza                  |
| XXI    | 2016 | Medellín · ( Colombia)         | Joris Daudet Francia           | Niek Kimmann · Países Bajos       | Nicholas Long Estados Unidos        |
| XXII   | 2017 | Rock Hill ( Estados Unidos)    | Corben Sharrah Estados Unidos  | Sylvain André Francia             | Joris Daudet Francia                |
| XXIII  | 2018 | Bakú ( Azerbaiyán)             | Sylvain André Francia          | Joris Daudet Francia              | Anderson Ezequiel de Souza · Brasil |
| XXIV   | 2019 | Heusden-Zolder · ( Bélgica)    | Twan van Gendt · Países Bajos  | Niek Kimmann · Países Bajos       | Sylvain André Francia               |
| XXV    | 2020 | Houston ( Estados Unidos)      | Cancelado                      | Cancelado                         | Cancelado                           |
| XXVI   | 2021 | Papendal · ( Países Bajos)     | Niek Kimmann · Países Bajos    | Sylvain André Francia             | David Graf · Suiza                  |
| XXVII  | 2022 | Nantes ( Francia)              | Simon Marquart · Suiza         | Kye Whyte Reino Unido             | Joris Daudet Francia                |
| XXVIII | 2023 | Glasgow ( Reino Unido)         | Romain Mahieu Francia          | Arthur Pilard Francia             | Joris Daudet Francia                |
| XXIX   | 2024 | Rock Hill ( Estados Unidos)    | Joris Daudet Francia           | Niek Kimmann · Países Bajos       | Sylvain André Francia               |
| XXX    | 2025 | Copenhague ( Dinamarca)        | Arthur Pilard Francia          | Izaac Kennedy Australia           | Eddy Clerté Francia                 |

### Cruiser
| Núm. | Año  | Sede                           | Oro                               | Plata                             | Bronce                            |
| ---- | ---- | ------------------------------ | --------------------------------- | --------------------------------- | --------------------------------- |
| I    | 1996 | Brighton ( Reino Unido)        | Jamie Staff Reino Unido           | Jason Richardson Estados Unidos   | Florent Boutte Francia            |
| II   | 1997 | Saskatoon · ( Canadá)          | Christophe Lévêque Francia        | Neal Wood Reino Unido             | Dale Holmes Reino Unido           |
| III  | 1998 | Melbourne ( Australia)         | Christophe Lévêque Francia        | Dale Holmes Reino Unido           | Matthew Hadan Estados Unidos      |
| IV   | 1999 | Vallet ( Francia)              | Christophe Lévêque Francia        | Thomas Allier Francia             | Jason Richardson Estados Unidos   |
| V    | 2000 | Córdoba ( Argentina)           | Mario Andrés Soto · Colombia      | Randy Stumpfhauser Estados Unidos | Steve Veltman Estados Unidos      |
| VI   | 2001 | Louisville ( Estados Unidos)   | Christophe Lévêque Francia        | Dale Holmes Reino Unido           | Randy Stumpfhauser Estados Unidos |
| VII  | 2002 | Paulínia · ( Brasil)           | Randy Stumpfhauser Estados Unidos | Cristian Becerine Argentina       | Michal Prokop · República Checa   |
| VIII | 2003 | Perth ( Australia)             | Randy Stumpfhauser Estados Unidos | Michal Prokop · República Checa   | Luke Madill Australia             |
| IX   | 2004 | Valkenswaard · ( Países Bajos) | Randy Stumpfhauser Estados Unidos | Jason Richardson Estados Unidos   | Cristian Becerine Argentina       |
| X    | 2005 | París ( Francia)               | Randy Stumpfhauser Estados Unidos | Kelvin Batey Reino Unido          | Bjorn Wijnants · Bélgica          |
| XI   | 2006 | São Paulo · ( Brasil)          | Donald Robinson Estados Unidos    | Daniel Caluag Estados Unidos      | Damien Godet Francia              |
| XII  | 2007 | Victoria · ( Canadá)           | Jonathan Suárez · Venezuela       | Daniel Caluag Estados Unidos      | Kelvin Batey Reino Unido          |
| XIII | 2008 | Taiyuan ( China)               | Thomas Hamon Francia              | Manuel De Vecchi · Italia         | Jonathan Suárez · Venezuela       |
| XIV  | 2009 | Adelaida ( Australia)          | Ivo van der Putten · Países Bajos | Sander Bisseling · Países Bajos   | Vincent Pelluard Francia          |
| XV   | 2010 | Pietermaritzburg ( Sudáfrica)  | Renato Rezende · Brasil           | Andrés Jiménez Caicedo · Colombia | Carlos Oquendo Zabala · Colombia  |

### Contrarreloj
| Núm.  | Año  | Sede                       | Oro                           | Plata                           | Bronce                       |
| ----- | ---- | -------------------------- | ----------------------------- | ------------------------------- | ---------------------------- |
| XVI   | 2011 | Copenhague ( Dinamarca)    | André Fosså Aguiluz · Noruega | Jelle van Gorkom · Países Bajos | Brian Kirkham Australia      |
| XVII  | 2012 | Birmingham ( Reino Unido)  | Connor Fields Estados Unidos  | Liam Phillips Reino Unido       | Sylvain André Francia        |
| XVIII | 2013 | Auckland ( Nueva Zelanda)  | Connor Fields Estados Unidos  | Joris Daudet Francia            | Sylvain André Francia        |
| XIX   | 2014 | Róterdam · ( Países Bajos) | Sam Willoughby Australia      | Corben Sharrah Estados Unidos   | Joris Daudet Francia         |
| XX    | 2015 | Zolder · ( Bélgica)        | Joris Daudet Francia          | Niek Kimmann · Países Bajos     | Connor Fields Estados Unidos |
| XXI   | 2016 | Medellín · ( Colombia)     | Niek Kimmann · Países Bajos   | Sam Willoughby Australia        | Māris Štrombergs Letonia     |

## Palmarés femenino

### Carrera
| Núm.   | Año  | Sede                           | Oro                             | Plata                          | Bronce                              |
| ------ | ---- | ------------------------------ | ------------------------------- | ------------------------------ | ----------------------------------- |
| I      | 1996 | Brighton ( Reino Unido)        | Natarsha Williams Australia     | Natascha Massop · Países Bajos | Kerstin Munski · Alemania           |
| II     | 1997 | Saskatoon · ( Canadá)          | Michelle Cairns Estados Unidos  | Karien Gubbels · Países Bajos  | Marie McGilvary Estados Unidos      |
| III    | 1998 | Melbourne ( Australia)         | Rachael Marshall Australia      | Marie McGilvary Estados Unidos | Brigitte Busschers · Países Bajos   |
| IV     | 1999 | Vallet ( Francia)              | Audrey Pichol Francia           | Dagmara Poláková · Eslovaquia  | Tatjana Schocher · Suiza            |
| V      | 2000 | Córdoba ( Argentina)           | Natarsha Williams Australia     | Ellen Bollansée · Bélgica      | María Gabriela Díaz Argentina       |
| VI     | 2001 | Louisville ( Estados Unidos)   | María Gabriela Díaz Argentina   | Marie McGilvary Estados Unidos | Elodie Ajinça Francia               |
| VII    | 2002 | Paulínia · ( Brasil)           | María Gabriela Díaz Argentina   | Karine Chambonneau Francia     | Jana Horáková · República Checa     |
| VIII   | 2003 | Perth ( Australia)             | Elodie Ajinça Francia           | Willy Kanis · Países Bajos     | Tatjana Schocher · Suiza            |
| IX     | 2004 | Valkenswaard · ( Países Bajos) | María Gabriela Díaz Argentina   | Cyrielle Convert Francia       | Alice Jung Estados Unidos           |
| X      | 2005 | París ( Francia)               | Willy Kanis · Países Bajos      | Renee Junga Australia          | Laëtitia Le Corguillé Francia       |
| XI     | 2006 | São Paulo · ( Brasil)          | Willy Kanis · Países Bajos      | María Gabriela Díaz Argentina  | Cécile Lazzarotto Francia           |
| XII    | 2007 | Victoria · ( Canadá)           | Shanaze Reade Reino Unido       | Sarah Walker Nueva Zelanda     | Jana Horáková · República Checa     |
| XIII   | 2008 | Taiyuan ( China)               | Shanaze Reade Reino Unido       | Anne-Caroline Chausson Francia | Sarah Walker Nueva Zelanda          |
| XIV    | 2009 | Adelaida ( Australia)          | Sarah Walker Nueva Zelanda      | Eva Ailloud Francia            | Arielle Martin Estados Unidos       |
| XV     | 2010 | Pietermaritzburg ( Sudáfrica)  | Shanaze Reade Reino Unido       | Sarah Walker Nueva Zelanda     | Alise Post Estados Unidos           |
| XVI    | 2011 | Copenhague ( Dinamarca)        | Mariana Pajón · Colombia        | Sarah Walker Nueva Zelanda     | Magalie Pottier Francia             |
| XVII   | 2012 | Birmingham ( Reino Unido)      | Magalie Pottier Francia         | Eva Ailloud Francia            | Romana Labounková · República Checa |
| XVIII  | 2013 | Auckland ( Nueva Zelanda)      | Caroline Buchanan Australia     | Lauren Reynolds Australia      | Manon Valentino Francia             |
| XIX    | 2014 | Róterdam · ( Países Bajos)     | Mariana Pajón · Colombia        | Alise Post Estados Unidos      | Laura Smulders · Países Bajos       |
| XX     | 2015 | Zolder · ( Bélgica)            | Stefany Hernández · Venezuela   | Caroline Buchanan Australia    | Simone Christensen Dinamarca        |
| XXI    | 2016 | Medellín · ( Colombia)         | Mariana Pajón · Colombia        | Caroline Buchanan Australia    | Alise Post Estados Unidos           |
| XXII   | 2017 | Rock Hill ( Estados Unidos)    | Alise Post Estados Unidos       | Caroline Buchanan Australia    | Mariana Pajón · Colombia            |
| XXIII  | 2018 | Bakú ( Azerbaiyán)             | Laura Smulders · Países Bajos   | Merel Smulders · Países Bajos  | Judy Baauw · Países Bajos           |
| XXIV   | 2019 | Heusden-Zolder · ( Bélgica)    | Alise Willoughby Estados Unidos | Laura Smulders · Países Bajos  | Axelle Étienne Francia              |
| XXV    | 2020 | Houston ( Estados Unidos)      | Cancelado                       | Cancelado                      | Cancelado                           |
| XXVI   | 2021 | Papendal · ( Países Bajos)     | Bethany Shriever Reino Unido    | Judy Baauw · Países Bajos      | Laura Smulders · Países Bajos       |
| XXVII  | 2022 | Nantes ( Francia)              | Felicia Stancil Estados Unidos  | Zoé Claessens · Suiza          | Merel Smulders · Países Bajos       |
| XXVIII | 2023 | Glasgow ( Reino Unido)         | Bethany Shriever Reino Unido    | Laura Smulders · Países Bajos  | Alise Willoughby Estados Unidos     |
| XXIX   | 2024 | Rock Hill ( Estados Unidos)    | Alise Willoughby Estados Unidos | Zoé Claessens · Suiza          | Daleny Vaughn Estados Unidos        |
| XXX    | 2025 | Copenhague ( Dinamarca)        | Bethany Shriever Reino Unido    | Saya Sakakibara Australia      | Judy Baauw · Países Bajos           |

### Cruiser
| Núm. | Año  | Sede                          | Oro                           | Plata                               | Bronce                      |
| ---- | ---- | ----------------------------- | ----------------------------- | ----------------------------------- | --------------------------- |
| XI   | 2006 | São Paulo · ( Brasil)         | Laëtitia Le Corguillé Francia | Samantha Cools · Canadá             | María Belén Dutto Argentina |
| XII  | 2007 | Victoria · ( Canadá)          | Sarah Walker Nueva Zelanda    | Aneta Hladíková · República Checa   | Amélie Despeaux Francia     |
| XIII | 2008 | Taiyuan ( China)              | Magalie Pottier Francia       | Amélie Despeaux Francia             | Sarah Walker Nueva Zelanda  |
| XIV  | 2009 | Adelaida ( Australia)         | Sarah Walker Nueva Zelanda    | Manon Valentino Francia             | Vilma Rimšaitė · Lituania   |
| XV   | 2010 | Pietermaritzburg ( Sudáfrica) | Mariana Pajón · Colombia      | Romana Labounková · República Checa | Vilma Rimšaitė · Lituania   |

### Contrarreloj
| Núm.  | Año  | Sede                       | Oro                           | Plata                         | Bronce                      |
| ----- | ---- | -------------------------- | ----------------------------- | ----------------------------- | --------------------------- |
| XVI   | 2011 | Copenhague ( Dinamarca)    | Shanaze Reade Reino Unido     | Caroline Buchanan Australia   | Mariana Pajón · Colombia    |
| XVII  | 2012 | Birmingham ( Reino Unido)  | Caroline Buchanan Australia   | Shanaze Reade Reino Unido     | Eva Ailloud Francia         |
| XVIII | 2013 | Auckland ( Nueva Zelanda)  | Mariana Pajón · Colombia      | Alise Post Estados Unidos     | Caroline Buchanan Australia |
| XIX   | 2014 | Róterdam · ( Países Bajos) | Laura Smulders · Países Bajos | Caroline Buchanan Australia   | Mariana Pajón · Colombia    |
| XX    | 2015 | Zolder · ( Bélgica)        | Mariana Pajón · Colombia      | Alise Post Estados Unidos     | Sarah Walker Nueva Zelanda  |
| XXI   | 2016 | Medellín · ( Colombia)     | Caroline Buchanan Australia   | Laura Smulders · Países Bajos | Mariana Pajón · Colombia    |

## Medallero histórico
- Actualizado a Copenhague 2025.

| Núm. | País            | Oro | Plata | Bronce | Total |
| ---- | --------------- | --- | ----- | ------ | ----- |
| 1    | Estados Unidos  | 19  | 20    | 18     | 57    |
| 2    | Francia         | 19  | 16    | 23     | 58    |
| 3    | Reino Unido     | 11  | 7     | 5      | 23    |
| 4    | Países Bajos    | 10  | 15    | 8      | 33    |
| 5    | Australia       | 10  | 11    | 4      | 25    |
| 6    | Colombia        | 7   | 1     | 6      | 14    |
| 7    | Argentina       | 4   | 3     | 4      | 11    |
| 8    | Nueva Zelanda   | 3   | 4     | 4      | 11    |
| 9    | Letonia         | 2   | 2     | 1      | 5     |
| 10   | Venezuela       | 2   | 0     | 1      | 3     |
| 11   | Suiza           | 1   | 2     | 4      | 7     |
| 12   | Brasil          | 1   | 0     | 1      | 2     |
| 13   | Noruega         | 1   | 0     | 0      | 1     |
| 14   | República Checa | 0   | 3     | 4      | 7     |
| 15   | Canadá          | 0   | 2     | 0      | 2     |
| 16   | Bélgica         | 0   | 1     | 1      | 2     |
| 16   | Sudáfrica       | 0   | 1     | 1      | 2     |
| 18   | Eslovaquia      | 0   | 1     | 0      | 1     |
| 18   | Italia          | 0   | 1     | 0      | 1     |
| 20   | Alemania        | 0   | 0     | 2      | 2     |
| 20   | Lituania        | 0   | 0     | 2      | 2     |
| 22   | Dinamarca       | 0   | 0     | 1      | 1     |
|      | TOTAL           | 90  | 90    | 90     | 270   |